# Papiro 127
Papiro 127, también conocido como P. Oxy. 4968, es una copia de una pequeña parte del Nuevo Testamento.

## Descripción
Se trata de un documento escrito en griego y designado con 𝔓127 en la numeración de Gregorio-Aland. Es un manuscrito en papiro de los Hechos de los Apóstoles. Los textos conservados de los Hechos son los versículos 10:32-35, 40-45; 11:2-5, 30; 12:1-3, 5, 7-9; 15:29-31, 34-36, 37, 38-41; 16:1-4, 13-40; 17:1-10; se encuentran en condición fragmentaria. Paleográficamente, el manuscrito se ha asignado al siglo V (INTF). Escrito a dos columnas por página, entre 22 y 26 líneas por página (originalmente).
Este documento fue publicado originalmente en 2009, en el volumen 74 de The Oxyrhynchus Papyri, página 1-45.